# Паново (Андреапольский район)
Паново — деревня в Андреапольском районе Тверской области. Входит в Бологовское сельское поселение.

## География
Расположена примерно в 3 верстах к юго-востоку от села Бологово на северном берегу озера Пановское.

## История
В конце XIX - начале XX века входила в Холмский уезд Псковской губернии и имела второе название Тимохино .